# 罗姆哈尼
罗姆哈尼，是匈牙利诺格拉德州所辖的一个村。总面积25.47平方公里，总人口2276，人口密度89.4人/平方公里（2011年1月1日）。